# Ureidy
Ureidy (gr. oúron - mocz + eídos postać) – grupa związków organicznych, pochodnych mocznika, w których atom wodoru mocznika został zastąpiony grupą organiczną - acylem. Ureidy ze względu na budowę można podzielić na ureidy alifatyczne (łańcuchowe) i ureidy cykliczne. 
Stosowane w medycynie jako leki nasenne, uspokajające i przeciwdrgawkowe (przeciwepileptyczne).
Otrzymywane są w reakcji mocznika z chlorkami kwasowymi lub bezwodnikami kwasowymi.
Przykłady ureidów: kwas barbiturowy (malonylomocznik), barbital (veronal), alantoina.

## Forma transportowa azotu w roślinach
Część roślin wytwarzających brodawki korzeniowe transportuje azot z korzeni do innych organów w postaci ureidów. Rośliny wykorzystujące ureidy jako formę transportową azotu należą do rodzajów Glycine, Phaseolus, Arachis oraz Vigna. Pozostałe rośliny wytwarzające brodawki korzeniowe transportują azot w postaci amidów. Trzy najważniejsze ureidy wykorzystywane przez rośliny to alantoina, kwas alantoinowy oraz cytrulina. Alantoina syntetyzowana jest w peroksysomach w wyniku degradacji puryn. Kwas alantoinowy powstaje w retikulum endoplazmatycznym z alantoiny. Wszystkie trzy ureidy transportowane są przez ksylem do pędu.